# NFIA
NFIA‏ (Nuclear factor I A) هوَ بروتين يُشَفر بواسطة جين NFIA في الإنسان.